# North Corbin
North Corbin is een plaats (census-designated place) in de Amerikaanse staat Kentucky, en valt bestuurlijk gezien onder Knox County en Laurel County.

## Demografie
Bij de volkstelling in 2000 werd het aantal inwoners vastgesteld op 1662.

## Geografie
Volgens het United States Census Bureau beslaat de plaats een oppervlakte van
4,7 km², geheel bestaande uit land.

## Plaatsen in de nabije omgeving
De onderstaande figuur toont nabijgelegen plaatsen in een straal van 28 km rond North Corbin.